# Brassó kerülőútja
A brassói kerülőút (VO1K) Brassó városát elkerülő körgyűrű, amely főként teher- és tranzitforgalom számára szolgál. Teljes hossza 24,3 km, amelyen mindkét irányban két sávon lehet közlekedni.
A munkálatok 2003-ban kezdődtek és 2016-ban fejeződtek be az I. szakasz felavatásával.

## Szakaszok

### I. szakasz: DN1–DN11

#### 1. szegmens: DN1–DJ103A
2006. augusztus 29-én került sor a „kis elkerülő út” nevű szakasz felavatására, amely az 1-es számú főutat (a város Predeal felőli bejáratánál) és a 103A megyei utat (Zajzon felé) köti össze. A szakasz építése 2005 novemberében kezdődött, a Derestye térségében lévő felüljáró munkálatai pedig 2003 -ban kezdődtek.
A szakasz 4,7 km hosszú, és magában foglalja a Temesszék (Timișul Sec) folyón átívelő hidat, valamint a Derestye térségében található átjárót. A 103A megyei úttal való kereszteződéstől az elkerülő út a CET Brașov mellett haladó úton folytatódik a 11-es főúttal való kereszteződésig, Bákó felé. A munka teljes költsége 32,6 millió lej volt.
Ezen szakasz elején tervezik a Derestye környéki kereszteződés módosítását is, hogy gyorsabban lehessen eljutni a négyfalusi elkerülő útról a brassói elkerülő útra és vissza. Az ezzel kapcsolatos projekt 2012 áprilisa óta létezik, és várhatóan akkor fejeződik be, amikor a teljes I. szakaszt üzembe helyezik.

#### 2. szegmens:DN1–DN11
A második szakasz a 2+100 km-nél egy T-elágazáson keresztül hagyja el a kis elkerülő utat, egy körforgalommal keresztezi a 103A megyei utat, egy felüljáróval keresztezi a Temes Triaj területet, és az elkerülő útváltozat II. szakaszát egy felüljáróval keresztezi a 400-as vasúti fővonal és a 11-es főút felett Bákó felé. A szakasz hossza 7,3 km. A munkálatok teljes költsége ezen a szakaszon 129,6 millió lej.
A szakasz építését 2012. március 10-én az osztrák Alpine Bau cégnek ítélték oda, és a munkálatok 2012. március 28- án kezdődtek. Az osztrák cég azonban 2013-ban csődbe ment, és a szerződést 2013. július 10-én felbontották. A szakasz munkálatai 56%-ban készültek el, és a Nemzeti Autópálya- és Országúttársaság újra engedélyezte a fennmaradó rész kivitelezését, a benyújtott ajánlatok elbírálása 2014. június 16-án zárult le. 2014. július 7-én a szerződést négy vállalatból álló társulásnak ítélték oda, amelynek tagjai a Chirulli Andrea Impresa Individuale, az Aleandri SpA, a Shelter Construct és a Pasquale Alo'. A szerződés értéke 59,5 millió lej, a munkálatok időtartama pedig 12 hónap.

### II. szakasz: DN11–DN13
Az elkerülő út második szakaszát, amely a 11-es és a 13-as főutat köti össze Segesvár felé, 2009. október 30-án vették át. Hossza 6,43 km, szélessége 7 méter, és magában foglal egy átjárót a 300-as vasúti fővonalon, valamint két hidat a Durbav és a Timișul Sec folyókon.
A szakaszon a munkálatok 2008 márciusában kezdődtek és a Concefa és az UMB Spedition közös vállalkozása végezte őket. A projekt költsége 81,8 millió lej volt, és a megvalósításával a DN11 és DN13 közötti távolság 11 km-ről (9 km városi területeken és 2 km vidéki területeken) 6,43 km-re (vidéki területeken) csökkent, ami a menetsebesség növekedéséhez és a menetidő csökkenéséhez vezetett.
|                  | Sebesség lakott területeken | Sebesség városi területeken | Idő kitérők nélkül | Idő kerülőutakkal |
| ---------------- | --------------------------- | --------------------------- | ------------------ | ----------------- |
| Személygépkocsik | 18 km/h                     | 70 km/h                     | 32 perc            | 5 perc            |
| Teherautók       | 12–14 km/h                  | 30–40 km/h                  | 42–49 perc         | 10–13 perc        |

Ezen a szakaszon egy felüljáró építését is tervezik az elkerülő út felett, a 103-as megyei út kereszteződésénél, Barcaszentpéter felé, valamint annak kétsávossá tételét mindkét irányban. Ezzel kapcsolatban a munkálatokat 2014. június 17-én a Viarom Construct SA – Maxidesign SRL – Beta Cops SRL vállalatok társulásának ítélték oda, amely 64,41 millió lej áfa nélküli, illetve 79,86 millió lej áfával együtt történő árat ajánlott. Bár a befejezési határidő 2015 vége volt, ekkor a szakasz még építés alatt állt, ezért a munkálatokat szakaszokra osztották, és a kivitelezési határidőt 2016. június 30-ra halasztották.

### III. szakasz:DN13–DN1
A harmadik szakaszt a brassói Vectra Service építőipari vállalatnak ítélték oda. A munkálatok 2012. március 28-án kezdődtek, és a forgalom előtti megnyitásra 2013. december 3-án került sor. A szakasz 6,3 km hosszú, és a Nagyszeben felé vezető kijáratánál köti össze a 13-as és az 1-es főutakat.
Az ezen a szakaszon végzett munkálatok magukban foglalják a 13-as főúton átvezető felüljárót, két átjárót a 103C megyei úton az, Intézet utcában lévő elkerülő úton, valamint egy-egy felüljárót az 1-es főúton és a 200-as vasúti fővonalon. A munkálatok teljes költsége 97,5 millió lej, amelynek 85%-át az Európai Unió vissza nem térítendő hozzájárulása teszi ki az Európai Regionális Fejlesztési Alapon keresztül, a fennmaradó 15%-ot pedig az állami költségvetésből származó finanszírozás teszi ki.
Az útfelület mindkét irányban kétsávos, teljes szélessége 14 méter, és egy 1,5 méteres betonfelező elválasztó sávval rendelkezik. A szakasz az Országos Autópálya és Országút Társaság kezelésében van.

## Fordítás
Ez a szócikk részben vagy egészben  a   Varianta de ocolire a municipiului Brașov című román Wikipédia-szócikk ezen változatának fordításán alapul.  Az eredeti cikk szerkesztőit annak laptörténete sorolja fel. Ez a jelzés csupán a megfogalmazás eredetét és a szerzői jogokat jelzi, nem szolgál a cikkben szereplő információk forrásmegjelöléseként.